# 總統食品服務
總統食品服務（英語：Presidential Food Service），成立於1951年，是為美國總統和美國第一家庭提供全球食品的服務。這個服務由美國海軍經營。總統食品服務在來訪的國家元首的訪問期間提供美食。白宮行政餐廳負責提供外賣服務，同時也負責為白宮綜合大樓提供完整的餐飲協調。